# Khersābād
Khersābād (persiska: خرس آباد, Khersābād-e Bozorg) är en ort i Iran.   Den ligger i provinsen Kermanshah, i den västra delen av landet, 400 km väster om huvudstaden Teheran. Khersābād ligger 1 329 meter över havet och antalet invånare är 131.
Terrängen runt Khersābād är platt åt nordväst, men åt sydost är den kuperad.Runt Khersābād är det ganska tätbefolkat, med 185 invånare per kvadratkilometer. Närmaste större samhälle är Kūzarān-e Sanjābī, 12,9 km väster om Khersābād. Trakten runt Khersābād består till största delen av jordbruksmark.